# Panfobi
Panfobi, pantofobi (av grekiskans πᾶν (neutrum av πᾶς), pan, "allt", och φόβος, fobos, "fruktan", "rädsla"), avser en sjuklig rädsla för allt, en mer eller mindre oemotståndlig oro eller fruktan med växlande föremål; även det obetydligaste kan bli anledning till denna sjukliga rädsla, som ofta förekommer hos konstitutionellt nervösa personer.

## Symptom
Panofobi är ett psykologiskt tillstånd som kännetecknas av en rad symtom som kan variera avseväärt mellan individer. Vanliga symtom inkluderar ihållande ångest, irrationella bekymmer, panikattacker och svårigheter att hantera vardagliga situationer. Dessa symtom kan ha en negativ inverkan på individens livskvalitet, avsevärt påverkande deras förmåga att upprätthålla hälsosamma interpersonella relationer.

## Diagnos
Diagnosen av panofobi utgör en klinisk utmaning, givet tillståndets spridda och ospecifika natur av de associerade rädslorna. Eftersom det generellt inte är kopplat till specifika stimuli eller situationer, kräver panfobi särskild uppmärksamhet vid identifiering. Professionella inom psykisk hälsa, såsom psykologer eller psykiatriker, kan diagnostisera denna störning genom ingående kliniska intervjuer, detaljerade psykologiska utvärderingar och noggrann observation av patientens beteende. En korrekt diagnos är avgörande för att utarbeta en effektiv behandlingsplan.